# 瀬木博政
瀬木 博政（せき ひろまさ、1904年3月30日 - 2002年9月18日）は日本の実業家、博報堂代表取締役名誉会長。東京都出身。

## 人物
旧制東京府立第一中学校を経て、1925年に旧制東京商科大学専門部（のちの一橋大学）を卒業と同時に日仏銀行 (Banque Franco-Japonaise) に入社。1927年にNYシティバンクを経て、1931年に博報堂取締役となり兄を支える。1933年に常務取締役、1945年に代表取締役副社長を歴任、1966年には代表取締役会長に就任。1976年に代表取締役相談役となる。同年、福井純一前社長らの"博報堂乗っ取り"を刑事告訴し、福井ら3人は東京地検特捜部により特別背任罪、業務上横領罪で逮捕、起訴された。
1978年に再び代表取締役会長となり1983年に代表取締役名誉会長となる。2002年9月18日、文京区本駒込の自宅で死去、享年98。宮川智雄博報堂社長が主催・代表を務めるお別れの会が高輪プリンスホテルで開かれた。

## 家族
- 瀬木博尚（父・博報堂創業者）
- 瀬木博信（兄・博報堂2代目社長）
- 瀬木博雅（長男・博報堂相談役）
- 瀬木博基（三男・元駐イタリア大使、元中南米局長、元防衛庁参事官）